# Battaglia di Maciejowice
La battaglia di Maciejowice fu combattuta il 10 ottobre 1794 tra Polonia e Russia. I polacchi erano condotti da Tadeusz Kościuszko che, con 6 200 uomini, pensava di impedire l'unione di due parti dell'esercito russo, composte rispettivamente da 12 000 uomini (sotto Iwan Fersen) e da 12 500 uomini (con Aleksandr Suvorov). Avendo però egli richiesto troppo tardi l'aiuto di Adam Poniński (che conduceva 4 000 soldati), Poniński non riuscì a giungere sul campo di battaglia in tempo. I russi ottennero la vittoria, e Kościuszko fu ferito e poi catturato. In questo contesto rese l'esclamazione oggi proverbiale: Finis Poloniæ! ("È la fine della Polonia !").